# Erzbistum N’Djaména
Das Erzbistum N’Djaména (lat.: Archidioecesis Ndiamenanus) ist ein römisch-katholisches Bistum mit Sitz in N’Djamena und umfasst Regionen im Süden des Tschad.

## Geschichte
Am 9. Januar 1947 wurde aus Gebietsabtretungen der Apostolischen Vikariate Khartum und Foumban sowie der Apostolischen Präfektur Berbérati das Apostolische Vikariat Fort-Lamy (heutige Stadt N’Djamena) gegründet.
Am 14. September 1955 wurde das Apostolische Vikariat zur Diözese und am 22. Dezember 1961 zur Erzdiözese erhoben.
Seit dem 15. Oktober 1973 trägt auch das Erzbistum den neuen Namen der tschadischen Hauptstadt: N’Djamena.
Am 17. Mai 1951 gab das Apostolische Vikariat Fort-Lamy Teile seines Territoriums zur Gründung des Bistums Moundou ab. Weitere Gebietsabtretungen erfolgten am 22. Dezember 1961 zur Gründung des Bistums Fort-Archambault und am 1. Dezember 2001 zur Gründung der Apostolischen Präfektur Mongo.

## Bischöfe
1. Joseph du Bouchet SJ (1947–1955)
2. Paul-Pierre-Yves Dalmais SJ (1957–1980)
3. Charles Louis Joseph Vandame SJ (1981–2003)
4. Matthias N’Gartéri Mayadi (2003–2013)
5. Edmond Jitangar (seit 2016)